# 百草广场 (帕多瓦)

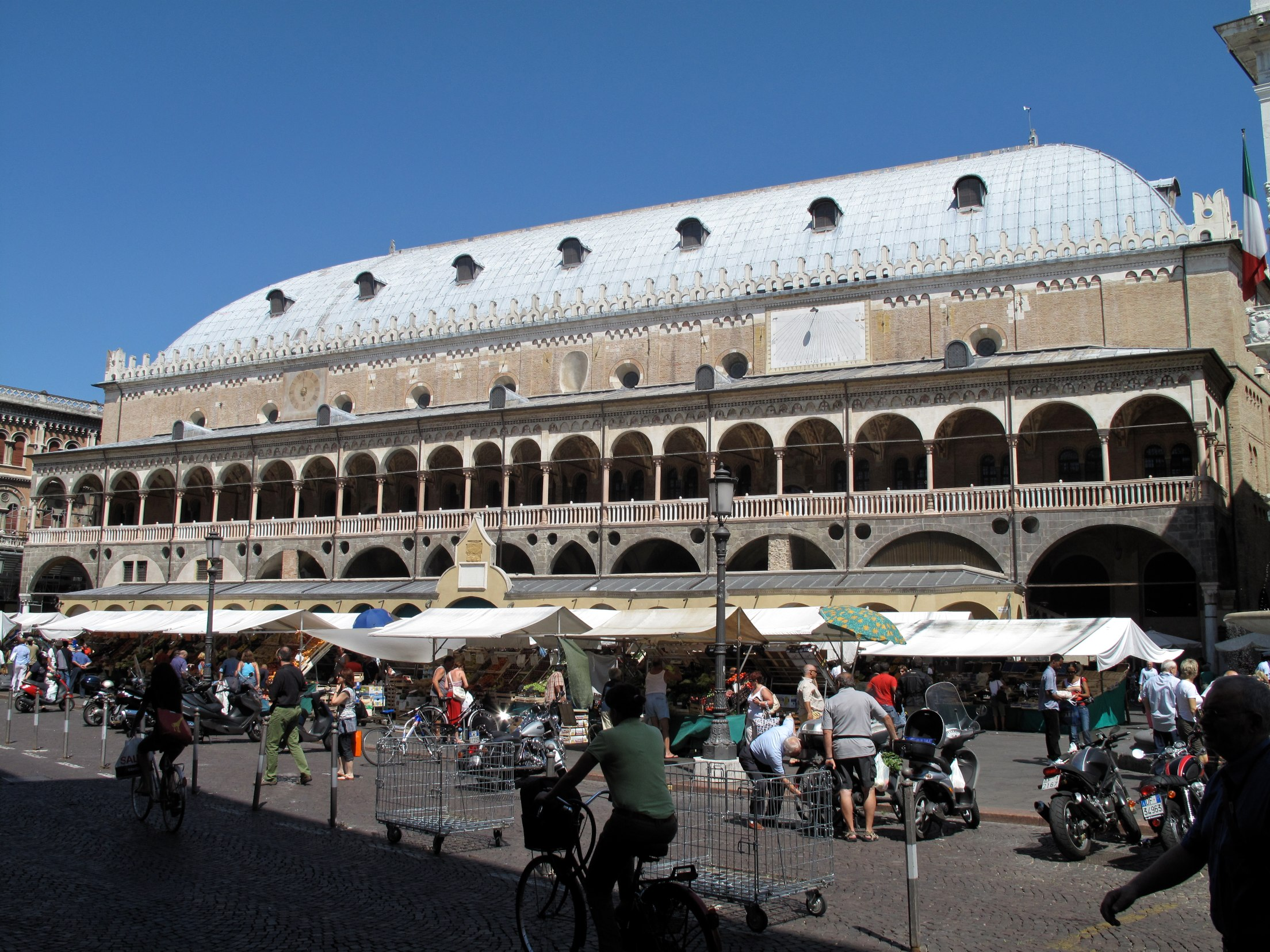

百草广场（Piazza delle Erbe）是意大利帕多瓦历史中心的许多广场之一。几个世纪以来，它和果实广场（Piazza delle Frutta）同为该市的商业中心。这两个广场是意大利最大的集市之一，不同于 领主广场。主宰广场的是雄伟的理性宫。

## 历史
该处在罗马时代以前就已活跃。在罗马帝国时代，住宅让位给商业。目前的广场空间定型于10世纪和11世纪。13世纪兴建理性宫后，该处商业趋于高档化。
该广场在中世纪是处决犯人的地点。